# Netopia System
Netopia System companie de IT din România care furnizează soluții de SMS marketing, înființată în anul 2005.
Compania a dezvoltat două soluții importante, web2sms (serviciu de trimitere SMS marketing) și mobilPay (serviciu de procesare plăți online prin SMS, card bancar, criptomonedă, terminale fixe sau transfer bancar) .
În 2007, Netopia a trimis, în scopuri de marketing 3,6 milioane mesaje, iar în 2008 a trimis 15 milioane de mesaje.
Cifra de afaceri în 2008: 2,7 milioane euro